# 斯特凡·弗赖冈
斯特凡·弗赖冈（德語：Stephan Freigang，1967年9月27日—），德国男子田径运动员。他曾代表德国参加1992年和1996年夏季奥林匹克运动会田径比赛，其中1992年奥运会获得一枚铜牌。